# Olympique Alès
Olympique Alès este un club de fotbal din Franța, fondat în 1923, având sediul în comuna Alès. În prezent echipa joacă în Championnat National 3, al cincilea nivel al fotbalului francez. Clubul a jucat în trecut șase sezoane în Ligue 1, ultima oară au jucat în sezonul 1958-1959, echipa a retrogradat și de atunci nu au mai avut puterea să mai revină în primul eșalon al fotbalului francez.

## Palmares
| Campionatele Naționale                                                                   | Cupele Naționale                                |
| - Ligue 2 (1) : - Campioni : 1957. - Locul 2 : 1934, 1947, 1986. - Locul 3 : 1946, 1988. | - Cupa Franței (0) : - Semifinale : 1941, 1987. |